# بانک لتونی
بانک لتونی (لتونیایی: Latvijas Banka) بانک مرکزی لتونی است، که در سال ۱۹۲۲ تأسیس شد.